# فهرست رقص‌ها
فهرست رقص (انگلیسی: List of dances)، فهرست اصلی رقص‌ها است. این فهرست دسته‌بندی نشده، فهرست الفبایی مربوط به رقص‌ها است. این فهرست ممکن است دربرگیرنده رقص‌هایی باشد که به عنوان رقص‌های تک نفره مطرح باشند یا با رقص‌ها گروهی مرتبط باشند. به عنوان نمونه، رقص باله، رقص بالروم و رقص فولکلور، می‌توانند با رقص انفرادی یا رقص گروهی مرتبط باشند.
برای مشاهده فهرست رقص‌های طبقه‌بندی شده به مقاله‌های زیر مراجعه کنید:
- فهرست سبک‌های رقص
- فهرست رقص‌های قومی، منطقه ای و محلی بر اساس اصلیت
- فهرست رقص‌های ملی

فهرست زیر بر اساس حروف الفبای فارسی مرتب شده‌است.فهرست زیر کامل نیست و به تدریج تکمیل خواهد شد.

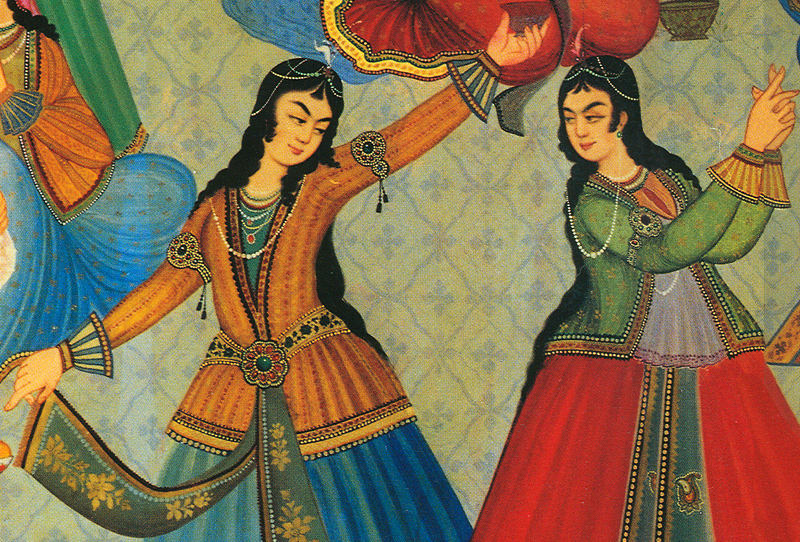
رقص ایرانی

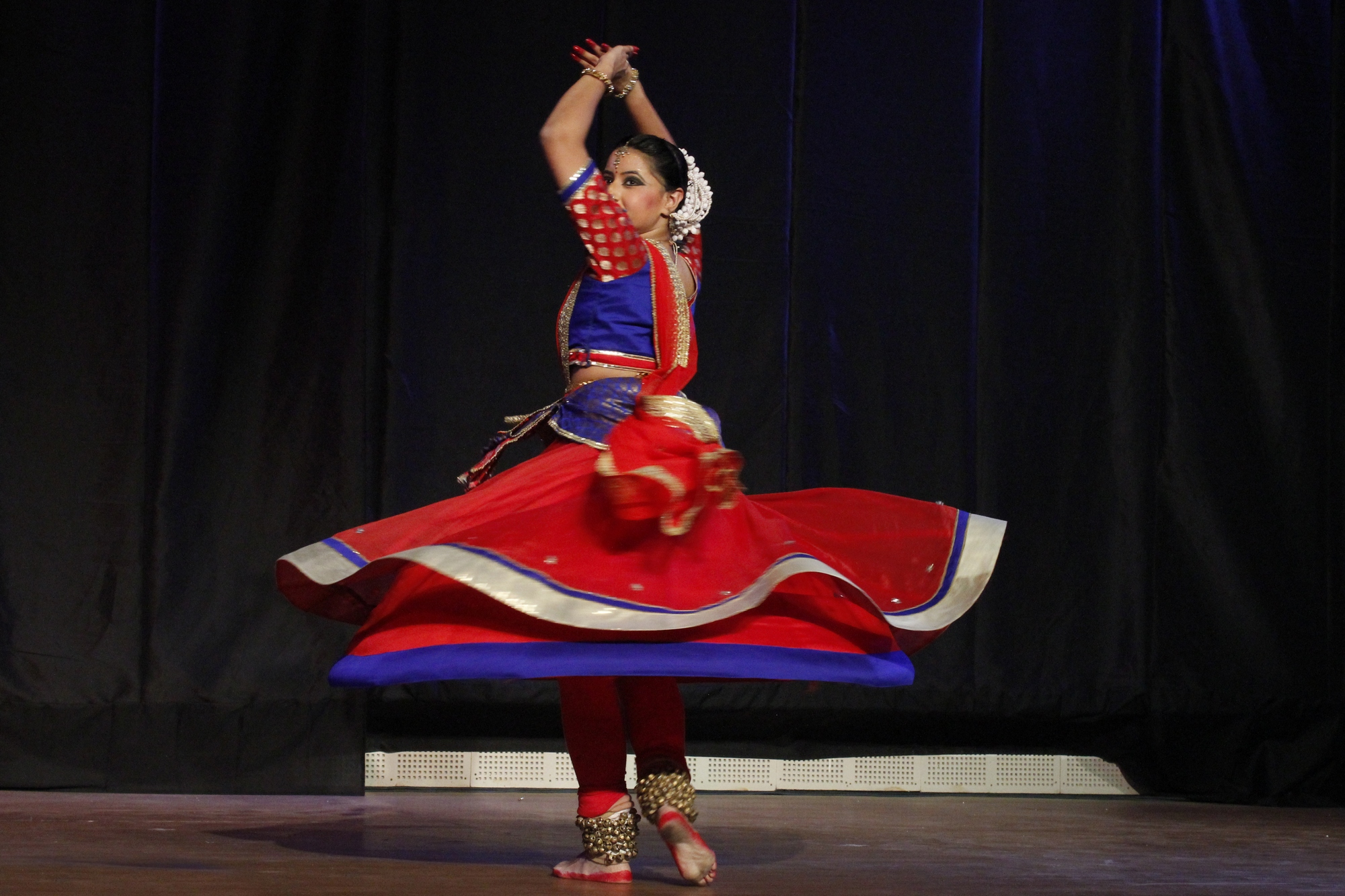
کاتاک، رقص کلاسیک هندی

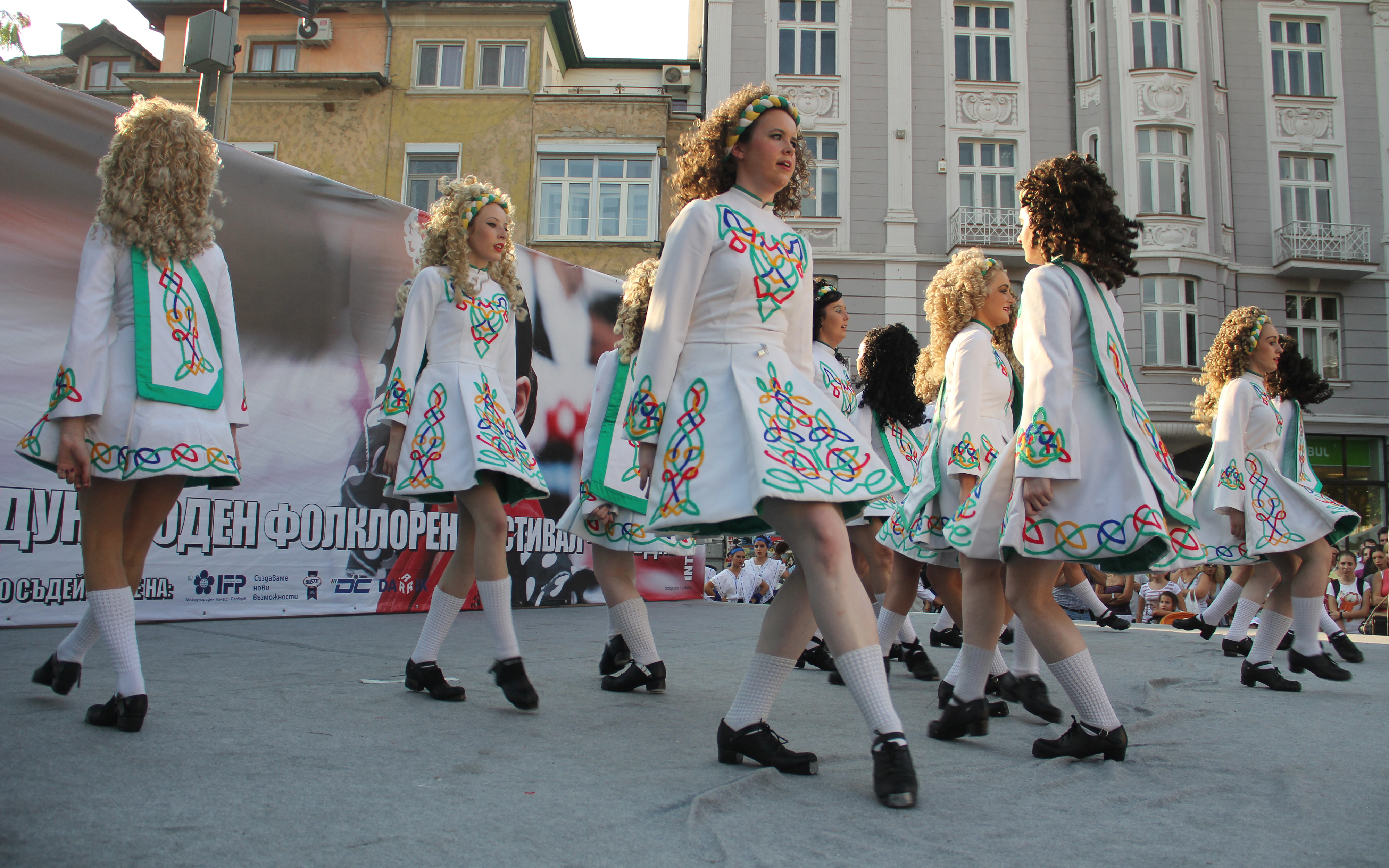
رقص ایرلندی

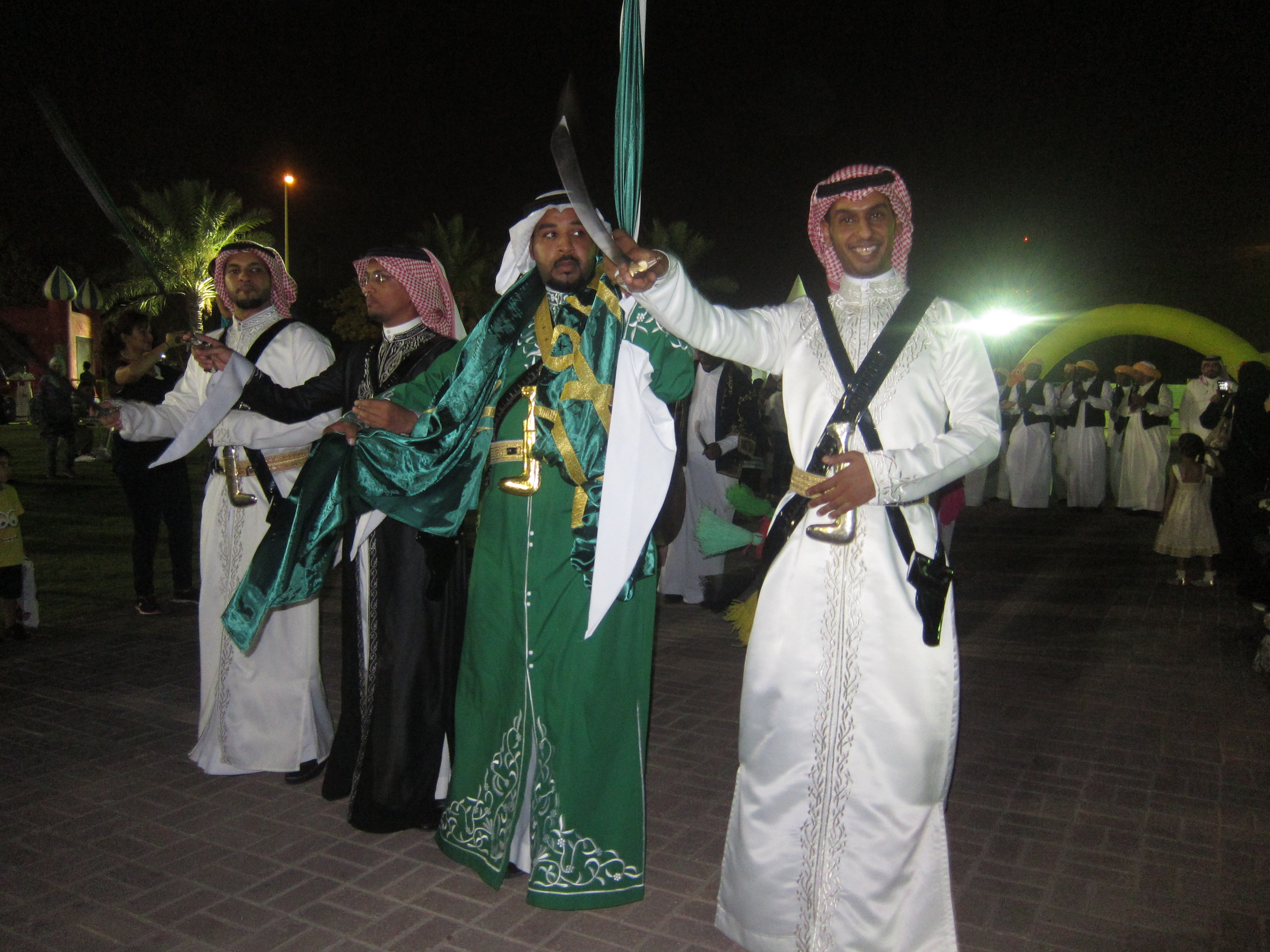
رقص عرضه عربی

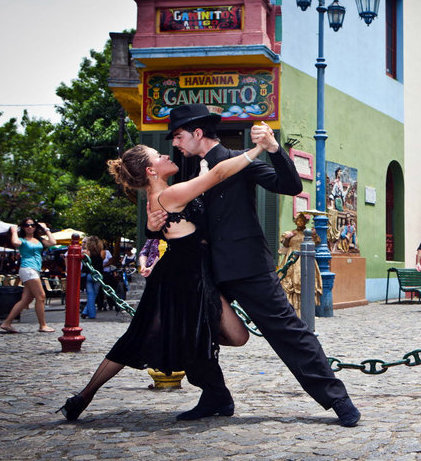
تانگو

## آ
- آبایی
- آکرو
- آغیر قاراداغی
- آلماند
- آرکان
- آذربایجانی
- آشوری

## الف
- ایرانی
- اتن ملی
- اسکیت نمایشی
- ایندلامو
- ایرلندی
- اریسی
- اجتماعی
- اوکراینی

## ب
- باله
- بریک
- بهاراتاناتیام
- بالیوود
- بوسا نووا (برزیل)
- بوگاکو
- نیهون بویو
- باران

## پ
- پرواز
- پاوان (تاریخی)
- پوگو
- پولکا
- پولونز

## ت
- تانگو (آرژانتین)
- تپ دنس
- توییست

## ج
- جنگی
- جاز
- جیگ (ایرلند و اسکاتلند)

## چ
- چیونگمو
- چوبازی
- چوماک
- چارداش (محلی، مجاری، هم چنین گونه‌هایی از رقص اسلواک‌ها، رقص روسین‌ها، رقص اوکراینی، رقص لمکو)
- چیفتتلی

## خ
- خوتا
- خروود (روسیه)
- خورومی
- خیابان

## د
- داب
- دبکه (رقص محلی بومی عربی شام)
- دیسکو
- دلقک

## ر
- رومبای کوبایی
- رنسانس
- ربات

## ز
- زاپاتئادو
- زوک

## ژ
- ژیگ

## س
- سالسا
- سامان
- سامبا
- ساراباند
- سیمد
- سیرمپا

## ش
- شیطان (بولیوی، شیلی، پرو)
- شیر
- شافل (استرالیا)
- شالاخو

## ص
- صلح جهانی

## ع
- عرضه
- عربی
- عربی قبیله‌ای آمریکایی

## غ
- غنایی

## ف
- فلامنگو (اسپانیایی/رومی)
- فوخو (رقص منطقه شمال شرقی برزیل)
- فاکس‌ترات (بالروم جمعی)

## ق
- قر سربالا

## ک
- کن‌کن
- کاندومبه (اروگوئه)
- کاپوئرا (رقص و هنر رزمی، برزیل])
- کنترا
- کانتری
- کورانت (تاریخی)
- کلاه مکزیکی
- کاتاک (رقص کلاسیک هندی)
- کاتاکالی
- کیزومبا (آنگولا)
- کلزمر (یهودیان اسرائیلی)
- کولو (اسلاوی)
- کولومیکا اوکراینی
- کوواکامای
- کوزاچوک اوکراینی
- کودورو
- کردی (ایران و عراق)

## گ
- گرجی
- گنگ‌گنگسوله
- گانگنام استایل

## ل
- لامبادا
- لپ‌دنس
- لندلر (اتریش)
- لزگی (منطقهٔ قفقاز روسیه)
- لیندی هاپ
- لری (ایران و عراق)
- لاولتا

## م
- معاصر
- محلی
- ماشینگ
- مقدس
- مازورکا (لهستان)
- منوئه
- مدرن
- موهینیاتام (رقص کلاسیک هندی)
- مون‌واک
- میله
- مصری

## ن
- نخ

## و
- وسنیانکی
- وگ
- وکینگ
- والس
- وای. ام.سی. ای

## ه
- هوپاک
- هالای (رقص کردی، ایران، ترکیه، عراق)
- هد زدن
- هیپ هاپ
- هوتسولکا

## ی
- یوساکوی (ژاپنی)
- یوز بیر